# Lochovice
Lochovice är en ort i Tjeckien.   Den ligger i regionen Mellersta Böhmen, i den centrala delen av landet, 40 km sydväst om huvudstaden Prag. Lochovice ligger 302 meter över havet och antalet invånare är 1 085.
Terrängen runt Lochovice är kuperad åt sydost, men åt nordväst är den platt. Lochovice ligger nere i en dal. Runt Lochovice är det ganska glesbefolkat, med 42 invånare per kvadratkilometer. Närmaste större samhälle är Příbram, 18,2 km söder om Lochovice. Trakten runt Lochovice består till största delen av jordbruksmark.